# O lobo da xente
O lobo da xente es un relato de Vicente Risco, publicado en 1925 en la revista-editorial Lar.

## Trama
En otoño, cerca de Trives, un chaval de Sobrado está cogiendo hojas de castaño para abonar. Un vecino le recomienda que se marche para casa porque anda por la comarca el lobo de la gente. Un lobo que en los últimos tiempos había atacado a  varias personas.
Ya en la casa Ánxel atranca la puerta y enciende la hoguera, pero rápidamente nota que comienzan a rascar la puerta. Ánxel se asoma, y ve al lobo. El lobo huele la estancia, y cuando piensa que está sólo tira su piel y bajo de ella aparece una chica hermosa vestida con una camisa. Ánxel aprovecha un despiste de la mujer para echar la piel en el fuego, y entonces ella le explica que la liberó de una magia. Su madre, viuda, se había casado con otro hombre y este había intentado abusar de la chica; ella se defendió cortándole una mano, y la madre la echó de la casa, junto con la maldición de convertirse en un hombre lobo. Finalmente, Ánxel y la joven se terminan casando.

## Ediciones
La obra apareció por vez primera publicada en 1925 en la revista-editorial Lar junto con el cuento A trabe de ouro e a trabe de alquitrán. En 1972 Editorial Galaxia editó el relato junto a su novela O porco de pé con ilustraciones de Xohán Ledo.
En 2009 el relato fue adaptado a historieta por Xosé Manuel Rodríguez Moxom, publicado por la Fundación Vicente Risco.